# Filippinerna i olympiska spelen
Filippinerna deltog första gången vid olympiska sommarspelen 1924 i Paris, och har varit med vid varje olympiskt sommarspel med undantag från 1980. Filippinerna har dessutom deltagit vid flera olympiska vinterspel. Landet har aldrig vunnit någon guldmedalj, men några silver och brons. 

## Medaljer
| Guld | Silver | Brons | Totalt antal medaljer |
| ---- | ------ | ----- | --------------------- |
| 0    | 3      | 7     | 10                    |

### Medaljer efter sommarspel
| Spel                                    | Guld        | Silver      | Brons       | Totalt      |
| 1924 Paris                              | 0           | 0           | 0           | 0           |
| 1928 Amsterdam                          | 0           | 0           | 1           | 1           |
| 1932 Los Angeles                        | 0           | 0           | 3           | 3           |
| 1936 Berlin                             | 0           | 0           | 1           | 1           |
| 1948 London                             | 0           | 0           | 0           | 0           |
| 1952 Helsingfors                        | 0           | 0           | 0           | 0           |
| 1956 Melbourne (ryttarspel i Stockholm) | 0           | 0           | 0           | 0           |
| 1960 Rom                                | 0           | 0           | 0           | 0           |
| 1964 Tokyo                              | 0           | 1           | 0           | 1           |
| 1968 Mexico City                        | 0           | 0           | 0           | 0           |
| 1972 München                            | 0           | 0           | 0           | 0           |
| 1976 Montréal                           | 0           | 0           | 0           | 0           |
| 1980 Moskva                             | Deltog inte | Deltog inte | Deltog inte | Deltog inte |
| 1984 Los Angeles                        | 0           | 0           | 0           | 0           |
| 1988 Seoul                              | 0           | 0           | 1           | 1           |
| 1992 Barcelona                          | 0           | 0           | 1           | 1           |
| 1996 Atlanta                            | 0           | 1           | 0           | 1           |
| 2000 Sydney                             | 0           | 0           | 0           | 0           |
| 2004 Aten                               | 0           | 0           | 0           | 0           |
| 2008 Beijing                            | 0           | 0           | 0           | 0           |
| 2012 London                             | 0           | 0           | 0           | 0           |
| 2016 Rio de Janeiro                     | 0           | 1           | 0           | 1           |
| Totalt                                  | 0           | 3           | 7           | 10          |

### Medaljer efter vinterspel
| Spel                | Guld        | Silver      | Brons       | Totalt      |
| Sapporo 1972        | 0           | 0           | 0           | 0           |
| Innsbruck 1976      | Deltog inte | Deltog inte | Deltog inte | Deltog inte |
| Lake Placid 1980    | Deltog inte | Deltog inte | Deltog inte | Deltog inte |
| Sarajevo 1984       | Deltog inte | Deltog inte | Deltog inte | Deltog inte |
| Calgary 1988        | 0           | 0           | 0           | 0           |
| Albertville 1992    | 0           | 0           | 0           | 0           |
| Lillehammer 1994    | Deltog inte | Deltog inte | Deltog inte | Deltog inte |
| Nagano 1998         | Deltog inte | Deltog inte | Deltog inte | Deltog inte |
| Salt Lake City 2002 | Deltog inte | Deltog inte | Deltog inte | Deltog inte |
| Turin 2006          | Deltog inte | Deltog inte | Deltog inte | Deltog inte |
| Vancouver 2010      | Deltog inte | Deltog inte | Deltog inte | Deltog inte |
| Totalt              | 0           | 0           | 0           | 0           |

### Medaljer efter sporter
| Sport         | Guld | Silver | Brons | Totalt |
| Boxning       | 0    | 2      | 3     | 5      |
| Tyngdlyftning | 0    | 1      | 0     | 1      |
| Friidrott     | 0    | 0      | 2     | 2      |
| Simning       | 0    | 0      | 2     | 2      |
| Totalt        | 0    | 3      | 7     | 10     |